# Галкино (Таборинський район)
Га́лкино (рос. Галкино) — присілок у складі Таборинського району Свердловської області. Входить до складу Кузнецовського сільського поселення.
Населення — 12 осіб (2010, 6 у 2002).
Національний склад населення станом на 2002 рік: росіяни — 100 %.